# Brđani, Novi Pazar
Brđani (izvirno srbsko Брђани) je naselje v Srbiji, ki upravno spada pod Mesto Novi Pazar; slednja pa je del Raškega upravnega okraja.

## Demografija
V naselju živi 131 polnoletnih prebivalcev, pri čemer je njihova povprečna starost 31,8 let (32,2 pri moških in 31,4 pri ženskah). Naselje ima 38 gospodinjstev, pri čemer je povprečno število članov na gospodinjstvo 5,13.
To naselje je, glede na rezultate popisa iz leta 2002, večinoma bošnjaško, a v času zadnjih treh popisov je opazno zmanjšanje števila prebivalcev.
|  |

| Demografija | Demografija     | Demografija     |
| Leto        | Št. prebivalcev | Št. prebivalcev |
| ----------- | --------------- | --------------- |
|             |                 |                 |
|             |                 |                 |
|             |                 |                 |
|             |                 |                 |
| 1948        | 367             |                 |
| 1953        | 465             |                 |
| 1961        | 525             |                 |
| 1971        | 524             |                 |
| 1981        | 503             |                 |
| 1991        | 379             | 379             |
| 2002        | 197             | 195             |
|             |                 |                 |

| Etnična sestava po popisu iz leta 2002 | Etnična sestava po popisu iz leta 2002 | Etnična sestava po popisu iz leta 2002 | Etnična sestava po popisu iz leta 2002 | Etnična sestava po popisu iz leta 2002 |
| -------------------------------------- | -------------------------------------- | -------------------------------------- | -------------------------------------- | -------------------------------------- |
| Bošnjaki                               | Bošnjaki                               |                                        | 184                                    | 94,35%                                 |
| Srbi                                   | Srbi                                   |                                        | 11                                     | 5,64%                                  |
| Neznano                                | Neznano                                |                                        | 0                                      | 0,0%                                   |